# Rocío Aliaga
Rocío del Pilar Aliaga Marín (Cajamarca, 18 de noviembre de 1976) es una periodista y narradora de noticias peruana.

## Biografía
Es hija del periodista y catedrático Luis Aliaga Loyola y de la socióloga Nelly Marín. Estudió Periodismo en la Escuela Jaime Bausate y Meza, donde obtuvo el grado de licenciada. En 1999 ingresó a la televisión como reportera en Cable Canal de Noticias y en 2000 ingresa a Televisión Nacional del Perú, hoy TV Perú, para integrar el equipo periodístico. Luego, durante el gobierno de transición de Valentín Paniagua, pasó a la conducción del noticiero Confirmado, del mencionado canal.
Al frente del noticiero Confirmado: Edición central (en horario estelar), se convierte en la imagen periodística del canal, donde es responsable de las coberturas más importantes del medio, como la inauguración de la planta de gas de Camisea, la muerte del papa Juan Pablo II, entre otros. En 2002 viajó al Foro Económico Mundial en la ciudad de Davos, Suiza, para cubrir el itinerario del presidente Alejandro Toledo. En diciembre de 2003, contrajo nupcias con Frankie Berninzon, diplomático de la República del Perú. Tuvo un hijo a finales de 2005.
En agosto de 2006, renuncia a canal 7 por discrepancias con la nueva administración bajo la presidencia de María del Pilar Tello y por solidarizarse con su colega Karina Borrero, quien fue despedida del medio por expresar algunas opiniones concernientes a la política del canal con relación al nuevo gobierno de Alan García.
Rocío es llamada para la conducción de un programa de noticias en Red Global, pero no acepta porque decide radicar en España por unos años con su esposo que es nombrado vicecónsul del Perú en Madrid. Ya en España, junto a su esposo Frankie y su hijo mayor, Luca, Rocío tiene al pequeño Liam, hasta el momento el último de sus hijos.
Durante su estadía en Madrid y dentro de sus funciones de representación como dama diplomática del Perú, participa en la feria El Rastrillo. Feria que busca recaudar fondos para 134 albergues de niños y jóvenes del Perú, Colombia, Portugal, Croacia y España. 
Antes de retornar al país, Rocío culmina una especialización en Presentación de Informativos en el Instituto de Radio y Televisión Española (Instituto RTVE) en coordinación con la Universidad Complutense de Madrid.
En enero de 2011, Rocío vuelve a Lima y para marzo del mismo año asume nuevamente la conducción en TV Perú, anteriormente Canal 7, de un espacio de análisis y entrevistas de actualidad.
Para julio de 2011, Rocío es convocada para presentar el informativo central RPP hoy: Edición noche, del Grupo RRP. Espacio donde comparte la conducción con Renato Cisneros y que es nominado a mejor noticiero del año en 2012 para el premio Luces del diario El Comercio. A inicios de 2013, retorna a TV Perú para asumir la conducción de un programa de entrevistas impulsado por el Tribunal Constitucional.
Actualmente, conduce la edición tarde de 7.3 noticias, que se transmite por TV Perú 7.3, subcanal informativo de TV Perú. También participó como presentadora del noticiero descentralizado Hablan las regiones.

## Literatura
Rocío escribió una novela titulada El inca probeta.

## Trabajos en televisión

### Como conductora
- Confirmado: Edición central (TV Perú, 2000-06)
- RPP hoy: Edición noche (RPP TV, 2011-12)
- 7.3 noticias (TV Noticias 7.3, 2013-presente)
- Hablan las regiones (TV Perú, 2018-presente)

### Como reportera
- Cable Canal de Noticias (1999)